# Tmarus clavimanus
Tmarus clavimanus är en spindelart som beskrevs av Cândido Firmino de Mello-Leitão 1929. 
Tmarus clavimanus ingår i släktet Tmarus och familjen krabbspindlar. Inga underarter finns listade i Catalogue of Life.